# Damas-et-Bettegney
Damas-et-Bettegney es una comuna francesa situada en el departamento de Vosgos, en la región de Gran Este.

## Demografía
| 427 | 383 | 309 | 269 | 318 | 320 | 367 |
| Para los censos de 1962 a 1999 la población legal corresponde a la población sin duplicidades (Fuente: INSEE [Consultar]) |     |     |     |     |     |     |